# Smoke Gets in Your Eyes (Mad Men)
«Smoke Gets in Your Eyes» —conocida en español como «El humo ciega tus ojos»— es el primer episodio de la primera temporada de la serie de televisión de drama de época Mad Men. Se emitió por primera vez el 19 de julio de 2007 en los Estados Unidos en AMC, y fue escrito por el creador Matthew Weiner y dirigido por Alan Taylor. "Smoke Gets in Your Eyes" fue presupuestado en EE. UU. por $3 millones, y la producción para el episodio tuvo lugar en la ciudad de Nueva York y Los Ángeles.
Weiner concibió el guion en el 2000, mientras trabajaba como guionista de la serie de televisión Becker. Antes de escribir el episodio piloto, Weiner estudió literatura y el cine estadounidense de los años 1950 y 1960, lo que le dio una perspectiva de la cultura estadounidense durante ese periodo de tiempo. El guion fue finalmente enviado al creador de Los Soprano, David Chase, quien más tarde reclutó a Weiner para trabajar con él en Los Soprano. Weiner archivó el proyecto de siete años para centrarse en el programa de Chase, el interés por Mad Men no apareció hasta la conclusión de la temporada final de Los Soprano.

## Argumento
El episodio comienza con Don Draper (Jon Hamm), el director creativo de la agencia de publicidad Sterling Cooper, tomando un Old fashioned en un bar. Como el camarero comienza a servirle, Don inicia una conversación con él acerca de los cigarrillos para tener una mejor percepción de la opinión pública de Lucky Strike. El camarero dice que prefiere los cigarrillos de Old Gold a Lucky Strike.
Más tarde, Don discute con su amante, la artista Midge Daniels, por su próxima reunión con los ejecutivos de Lucky Strike. Al día siguiente, Salvatore Romano (Bryan Batt) presenta un borrador de un nuevo anuncio de Lucky Strike. Greta Guttman (Gordana Rashovich), una investigadora médica de Sterling Cooper, envía un informe a Don que revela que la tendencia del público a fumar cigarrillos es más que un deseo de muerte, es una especie de escape. Sin dejarse impresionar con el informe, lo tira a la basura.
Al mismo tiempo, es el primer día de Peggy Olson (Elisabeth Moss) en Sterling Cooper como secretaria de Don, donde experimenta el acoso sexual común que ocurrió en los años 60. Una chica de Brooklyn con los ojos muy abiertos, está un poco abrumada pero emocionada de trabajar en Manhattan. La gerente de oficina y subversiva Venus Joan Holloway ( Christina Hendricks ) aconseja a Peggy cómo atraer a los hombres para tener éxito en su carrera aquí hasta que encuentre el éxito definitivo: el matrimonio. El ejecutivo de cuentas junior Pete Campbell (Vincent Kartheiser) hace comentarios juvenilmente groseros sobre la apariencia y la vestimenta de Peggy, por lo que Don lo reprende. En su descanso, Peggy asiste a una cita con el médico concertada por Joan, durante la cual se somete a un examen vaginal y le recetan el anticonceptivo oral recientemente introducido, Enovid, que en aquel momento sólo debía recetarse a mujeres casadas con el marido. consentir.
Don y Roger Sterling (John Slattery) se reúnen con Rachel Menken (Maggie Siff) para una consulta sobre los grandes almacenes judíos de su padre. En un intento de hacer que Rachel se incline más positivamente hacia la agencia, Roger recluta al único judío de la empresa, un joven de la sala de correo, para que asista a la reunión disfrazado de miembro del departamento de arte. Don confunde al hombre con el dueño debido a que asume que siempre será un hombre. Rachel, que busca atraer clientes refinados y ricos, está decepcionada por las sugerencias de cupones de la agencia para atraer amas de casa, así como por sus preguntas de por qué no seleccionó una agencia judía, a lo que ella responde que tenía la impresión de que Sterling Cooper era innovador, y que cuando consultó con las agencias judías, sus investigaciones también favorecieron los cupones. Don, como nunca le había hablado así a una mujer, reacciona negativamente y se va.
Una reunión posterior con ejecutivos de la compañía tabacalera Lucky Strike también fracasa, ya que el creativo Don aún no ha encontrado una propuesta. Pete se inserta con la idea del "deseo de muerte" planteada por la investigación de la compañía, que encontró husmeando en la basura de Don. Los ejecutivos rechazan esto y se preparan para irse disgustados, pero Don les dice que esperen. Sacando un nuevo eslogan del proceso de fabricación de cigarrillos y aire: "¡Está tostado!", asociando su producto con la luz del sol y haciéndolo sonar benigno, ejemplificando lo que Don cree sobre la publicidad: que se basa en una cosa. Felicidad. El cliente está satisfecho y, tras la reunión, Don expresa su enfado con Pete. Al recordar el consejo de Joan, Peggy intenta agradecerle a Don de manera coqueta por haberla defendido antes con Pete, y llora de vergüenza cuando él lo rechaza. Sin embargo, él le dice que entiende que ella sólo lo hizo porque pensó que tenía que hacerlo.
A regañadientes, Don se reúne con Rachel para cenar y enmendar la reunión. Durante la cena, Don reprende su ingenua visión del amor e intenta interpretar el papel del soltero byroniano , pero Rachel reconoce en Don el elemento de un extraño y dice que ella también sabe lo que se siente estar desconectado y fuera de lugar. Los dos comienzan a vincularse y ella acepta darle otra oportunidad a Sterling Cooper. Mientras tanto, Pete y algunos de sus compañeros de trabajo van a un club de caballeros para celebrar la inminente boda de Pete. Allí, una mujer rechaza las insinuaciones de Pete, y sintiéndose abatido por esto y las recientes críticas de Don, Pete llega borracho al apartamento de Peggy, al que ella le deja entrar. Don toma un tren hasta una casa grande en los suburbios, donde es recibido por su esposa, la belleza rubia Betty Draper (January Jones), que no ha sido mencionada antes en el episodio. Él controla a sus dos hijos dormidos mientras ella observa desde el marco de la puerta.

## Producción

### Concepción
El creador Matthew Weiner concibió el guion de "Smoke Gets in Your Eyes" en 2000, mientras trabajaba como escritor para la comedia Becker. El primer borrador del episodio se escribió como un guion específico y se tituló "La División".  Dos años más tarde, Weiner envió el guion a David Chase, el creador de Los Soprano, aunque los agentes de Weiner insistieron en que no continuara con sus planes.  Más tarde, Chase lo reclutó a primera vista.  "Era lo que siempre esperas ver", recordó. "Era animado y tenía algo nuevo que decir. Aquí estaba alguien que había escrito una historia sobre publicidad en la década de 1960 y estaba mirando la historia reciente de Estados Unidos a través de ese prisma".  Weiner dejó de lado el guion piloto durante los próximos siete años para centrarse en Los Soprano. Ni HBO ni Showtime expresaron interés en el proyecto hasta el comienzo de la última temporada de Los Soprano.  Durante ese tiempo, AMC comenzó a buscar nueva programación en el mercado de la televisión.  "La cadena buscaba distinción al lanzar su primera serie original", según el presidente de AMC Networks, Ed Carroll, "y apostamos a que la calidad prevalecería sobre el atractivo masivo formulado".
Antes de escribir el episodio piloto, Weiner estudió la cultura estadounidense durante las décadas de 1950 y 1960, analizando obras literarias como The Feminine Mystique (1963) y Sex and the Single Girl (1962) mientras veía películas como The Apartment (1960) y A Guide for the Married Man (1967).  Continuó sus esfuerzos cuando el concepto de la serie comenzó a materializarse, cuando recibió una copia de la novela Revolutionary Road (1962) de Richard Yates de manos de los ejecutivos de AMC.  Weiner habló sobre el aspecto de Mad Men con el diseñador de producción Bob Shaw y el director de fotografía Phil Abraham, con quien Weiner había colaborado anteriormente en Los Soprano . Abraham quería establecer un enfoque más genuino para retratar la sociedad de la década de 1960, en lugar de "simplemente hacer referencia al período tal como se ve en las películas de esa época. Queríamos ser más genuinos que eso. Las películas fueron una influencia".  Al evocar la precisión histórica de elementos como la arquitectura y el diseño gráfico, Abraham buscó inspiración en los edificios diseñados por el estudio de arquitectura Skidmore, Owings and Merrill .  Dijo: "Nos dimos cuenta de que en todos los diseños de edificios contemporáneos de Skidmore, Owings & Merrill, el techo (la rejilla de luces superior) era un elemento gráfico fuerte en todos los espacios de oficinas. En un diseño que nos encantó, el Todo el techo era como una caja de luz. Era una época de alto modernismo y adoptamos la noción de presentar el mundo de esa manera. Eran nuevos espacios de trabajo, elegantes, no sofocantes".

### Casting
Jon Hamm fue elegido como Don Draper, el personaje central de la serie. Hamm, que era relativamente desconocido en ese momento, compitió con otros 80 actores en el proceso de audición.  Weiner proclamó que Hamm retrató con precisión al personaje, diciendo que él era "la única persona que realmente tenía esta gran mezcla de empatía, masculinidad e inteligencia. Tanto Don como Jon tienen una vida interior. Mientras tengas ese tipo de profundidad en un ser humano, la gente lo apoyará [...] Jon salió de la habitación y yo dije: 'Ese tipo ha vivido'".  Hamm admitió que sentía que tenía una desventaja considerable en comparación con sus compañeros e inicialmente creyó que Thomas Jane adquiriría el papel. "Empecé, literalmente, desde muy, muy abajo", repitió. "No podría haber tenido menos presión sobre mí. Nadie sabía quién era yo. Los directores de casting no sabían quién era yo. No estaba en las listas de nadie. Lo curioso fue que creo que acudieron a Thomas Jane para "Y les dijeron que Thomas Jane no hace televisión".  Hamm pasó por siete audiciones; el último tuvo lugar en el Hotel Gansevoort en el Meatpacking District de la ciudad de Nueva York.  "Cuando bajábamos en el ascensor, la mujer a cargo del proceso de toma de decisiones me dijo: 'Conseguiste el trabajo'". 
John Slattery, quien más tarde fue elegido como Roger Sterling, originalmente audicionó para interpretar a Don Draper. Slattery sintió que Don era el mayor atractivo del programa y se sintió decepcionado al enterarse del escaso tiempo de pantalla de su personaje.  Recordó: "Realmente preparé la cosa y entré y trabajé duro en ello y luego leí para Don y en realidad me hicieron ajustes y fui y lo hice de nuevo. Y luego dijeron: 'Bueno, mira, este es el trato. Tenemos un chico. La razón por la que te pedimos que vinieras y leyeras para Draper es porque no pensamos que vendrías a leer para Roger porque no había mucho Roger. en el guión'".  Durante la producción de "Smoke Gets in Your Eyes", Slattery admitió que no estaba seguro de si continuar trabajando en Mad Men. "Estuve indeciso un poco, incluso mientras disparaba. Y creo que Matt finalmente dijo: 'Mira hombre, no te estamos tomando el pelo por aquí. Nos tomamos esto en serio y realmente lo he pensado". Les prometo que este será un gran personaje y será una gran parte del espectáculo'". 
Los productores de Mad Men se acercaron a January Jones para interpretar a Betty Draper, la esposa de Don y madre de sus dos hijos. Jones admitió que interpretar al personaje le daría al público la oportunidad de ver el lado oscuro de su naturaleza.  Inicialmente audicionó para el papel de Peggy Olson, que luego le fue dado a su compañera de reparto Elisabeth Moss. "La situación se produjo entre Elisabeth Moss y yo, y obviamente era más adecuado para ella, pero Matthew había dicho, ya sabes, existe otro papel, el de la esposa".  Jones firmó un contrato de siete años con el programa, aunque su personaje originalmente tenía dos líneas en "Smoke Gets in Your Eyes". Weiner finalmente editó el guion para adaptarlo a sus deseos. "Es un testimonio de su habilidad", afirmó Jones. "Simplemente sacó algo de la nada, lo que me hace pensar ahora que tenía que haber tenido una idea de que la esposa iba a ser parte del programa, porque en cierto modo acepté el trabajo con la promesa de que Betty sería una "Es parte del programa. Cuando firmas un contrato de siete años, quieres asegurarte de estar en el programa".  Christina Hendricks fue contratada para interpretar a Joan Holloway, la gerente de la oficina y jefa del grupo de secretarias de Sterling Cooper. Si bien Hendricks había hecho apariciones recurrentes en ER antes de estar en Mad Men, su carrera como actriz había estado en gran medida inactiva y el agente de Hendricks la instó a no participar en el proyecto.  "Me dijeron: 'AMC [...] no tiene otros grandes programas, ¿por qué harías esto en lugar de elegir algo que sea una mejor apuesta?' Dije: 'Mira, en el pasado opté por la mejor apuesta; esta vez optemos por el guion realmente bueno'". 

### Rodaje
"Smoke Gets in Your Eyes" tenía un presupuesto de 3 millones de dólares, un poco más que los 2 a 2,5 millones de dólares presupuestados en los episodios típicos de Mad Men.  El episodio piloto se rodó principalmente en varios lugares de la ciudad de Nueva York y sus alrededores, incluidos los estudios Silvercup, donde la fotografía principal duró dos días. También se rodaron varias escenas en un histórico estudio de arte ubicado en 130 West 57th Street, propiedad del artista Adam Van Doren, que anteriormente estaba ocupado por Childe Hassam y Charles Baskerville.  La mayor parte del equipo de producción anteriormente formaba parte de Los Soprano.  Después de concluir el rodaje en Nueva York, la producción se trasladó a Los Angeles Center Studios. Abraham colaboró con un equipo de producción completamente diferente al de Nueva York.  Según Abraham, Los Ángeles contenía una continuidad relacionada con el programa. "Una vez que nos mudamos a Los Ángeles, hubo una continuidad de estilo que vino de Alan y de mí, y eso era importante para Matt [Weiner]".

## Recepción
"Smoke Gets in Your Eyes" se transmitió originalmente el 19 de julio de 2007 en los Estados Unidos por AMC. Al emitirse, el episodio logró una calificación de 1,4 (1,2 millones de hogares) según Nielsen Media Research. La audiencia total fue un 75 por ciento mayor que toda la programación de televisión que se transmite los jueves en AMC. 
Los comentaristas de televisión elogiaron el episodio piloto. Heather Havrilesky de Salon declaró que "Smoke Gets in Your Eyes" generó expectativas para futuras competencias en ese momento, y agregó que emulaba algunos de los mejores episodios de Los Soprano.  En su reseña de cuatro estrellas, Adam Buckman del New York Post la describió como "impresionante" y sugirió que Mad Men "resulta ser la mejor nueva serie de televisión del verano y posiblemente de todo el año".  Tim Goodman del San Francisco Chronicle y Brian Lowry de Variety elogiaron el episodio por su precisión histórica; "El hecho de que estén en la cúspide de una nueva década no significa que puedan ver lo que los espectadores ya saben que está a la vuelta de la esquina", afirmó Goodman. "Ese cambio inminente le da una dimensión extra de perspectiva a la serie".  Lowry abordó que a pesar del enfoque sutil de Mad Men, logró provocar un significado profundo. "En ese contexto, el programa ilustra la propia forma de exceso de ese período sin mover los dedos, al tiempo que nos recuerda que antes del sexo, las drogas y el rock 'n' roll, hubo acoso sexual, cócteles fluidos y baladas de blues, invariablemente cantadas por blancos tipo".  Robert Bianco de USA Today, se hizo eco del sentimiento sinónimo: "Es un placer ver Mad Men: la ropa, los relojes, los muebles, es como el sueño de una noche de mediados de siglo. Pero esto no es una simple pieza de época. Es una inteligente, drama complejo que intenta traspasar las fachadas que siempre han ocultado la verdad". 
Troy Patterson de Slate hizo comparaciones con la comedia dramática de HBO Sex and the City y afirmó que introducía una perspectiva lasciva y cínica de la llamada "edad de oro" de la publicidad.  Nancy Franklin de The New Yorker concluyó que "Smoke Gets in Your Eyes" era "inteligente y tremendamente atractiva",  mientras que la periodista del Seattle Post-Intelligencer, Melanie McFarland, consideró que era una rareza en comparación con otras entregas televisivas.  En un artículo para el Boston Globe, Matthew Gilbert comentó que el entorno y el diseño se distinguían inmediatamente. Gilbert escribió: "Esta es una pieza de época magníficamente diseñada, desde sus máquinas de escribir IBM y teléfonos de disco hasta la niebla constante de humo de cigarrillo que se cierne sobre cada escena. El espectáculo tiene una paleta de colores sutil, para combinar con las persianas venecianas de metal marfil del Sterling Cooper. oficinas de agencias de publicidad, pero puede quedar en tu memoria como si hubiera sido filmado en blanco y negro".  Citando su autenticidad como un episodio destacado, Randy Cordova de Arizona Republic señaló que "Smoke Gets in Your Eyes" estaba bien construido. 

### Reconocimientos
En la 60.ª edición de los premios Primetime Emmy, "Smoke Gets in Your Eyes" ganó el premio al Mejor Guion en una Serie Dramática (Matthew Weiner). El episodio también ganó premios Emmy de artes creativas por dirección de arte para una serie con una sola cámara y cinematografía para una serie de una hora.  "Smoke Gets in Your Eyes" también recibió una nominación a Mejor Dirección en una Serie Dramática (Alan Taylor), así como a Mejor Vestuario para una Serie (John A. Dunn, diseñador de vestuario y Lisa Padovani, asistente de vestuario).  El episodio también ganó un premio Artios de la Casting Society of America por mejor reparto en un piloto de televisión, drama.  Alan Taylor ganó un premio del Directors Guild of America en 2007 por la dirección de la serie dramática del episodio.  El episodio también obtuvo una nominación al premio Motion Picture Sound Editors Golden Reel en Mejor edición de sonido: diálogo y ADR para televisión de formato corto para Jason George (editor supervisor de sonido), Jed M. Dodge (editor supervisor de diálogo), Julie Altus ( Editor de ADR ), Dale Chaloukian (editor de diálogos) y Charlie Kolander (editor de diálogos). 